# Brüel & Kjær
Brüel & Kjær (Sound and Vibration Measurement A/S) è un'azienda danese di elettronica con sede a Nærum, vicino a Copenaghen. È il più grande costruttore di strumenti di misura in ambito audio e misura delle vibrazioni.
Brüel & Kjær fa parte del gruppo Spectris.

## Storia
Brüel & Kjær venne fondata da Per Vilhelm Brüel (6 marzo 1915) e Viggo Kjær (5 giugno 1914 - 25 luglio 2013) il 28 novembre 1942.
I due s'incontrarono al Politecnico di Copenaghen (Danmarks Tekniske Universitet). Dopo la laurea nel 1939, decisero di creare un'azienda che producesse strumenti di misura in ambito acustico. Holger Nielsen s'inserì nella società a partire dal 1945, fino alla sua morte nel 1978. Oggi Brüel & Kjær è stata rinominata HBK dopo la fusione con un altro ramo aziendale della capogruppo Spectris PLC, che versando in cattive acque è stata inglobata nella più blasonata BK. La sua storia prosegue fino ad i giorni nostri.

## Operatività
Brüel & Kjær nel mondo:

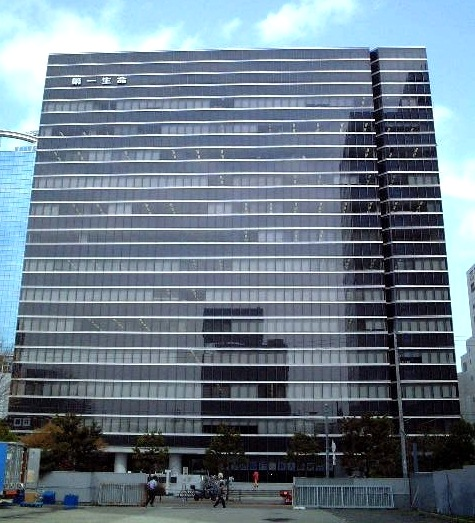
Brüel & Kjær a Osaka

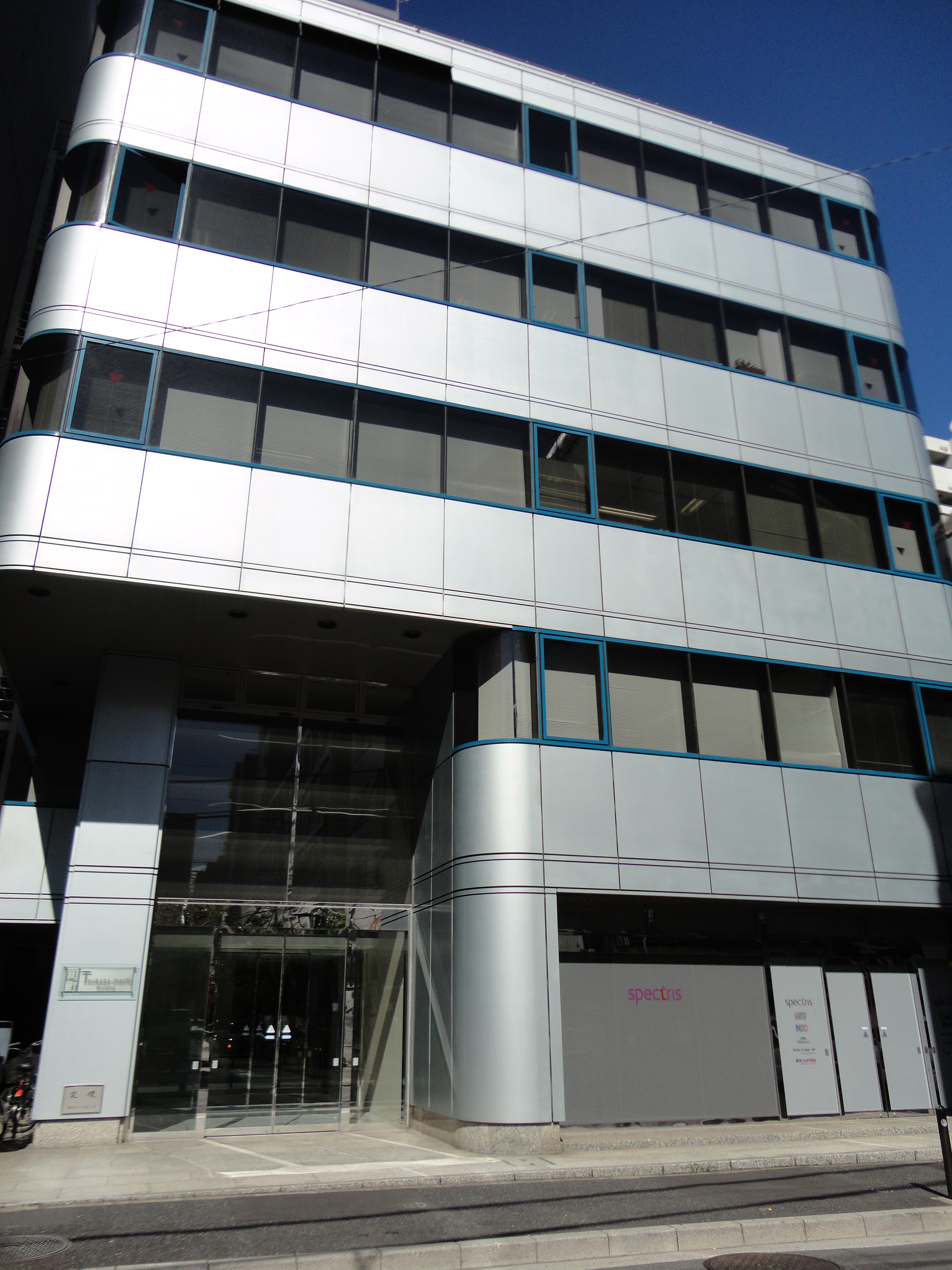
Brüel & Kjær Pointe-Claire

- Brüel & Kjær Sound & Vibration A/S Headquarters - Nærum, Danimarca.
- Brüel & Kjær Inc. North America - Atlanta (Georgia).
- Brüel & Kjær Canada - Pointe-Claire, Canada.
- Brüel & Kjær UK Ltd.- Hertfordshire, Regno Unito.
- Brüel & Kjær GmbH - uffici locali a Brema e Ismaning, Germania.
- Brüel & Kjær France - Mennecy, Francia.
- Brüel & Kjaer Italia Srl - Milano, Italia.
- Brüel & Kjær Australia - uffici locali a Melbourne e Sydney, Australia.
- Brüel & Kjær Japan - uffici locali a Tokyo, Osaka, e Nagoya, Giappone.
- Brüel & Kjær GmbH Zweigniederlassung Österreich - Vienna, Austria.
- Brüel & Kjær SVM A/S - Mosca, Russia.
- Brüel & Kjaer Ibérica S.A - uffici locali a Madrid e Barcellona, Spagna.
- Brüel & Kjær S&V Measurement A/S - uffici locali a Borås, Huddinge, e Örebro, Svezia.
- Brüel & Kjær Division of Spectris Korea Ltd. - Sungnam-Si, Corea del Sud.

## Prodotti
In oltre 70 anni di attività:
- anni 1940 – Strumenti di misura di analisi per radiofrequenze e contatori Geiger.

Il primo Brüel & Kjær fu il Type 2401, un voltmetro a tubi termoionici. Il successo dell'azienda si ebbe con il  Type 2301 del 1949. Rivisto diverse volte sino al 1972 con il modello Type 2307. Nel 1943 Brüel & Kjær lanciò il Type 4301, un accelerometro primo al mondo per la misurazione delle vibrazioni.
- anni 1950 – misuratori di vibrazioni e di suono
- anni 1960 – misuratore di microfoni, preamplificatori e calibratori, secondo norme IEC.
- anni 1970 – analizzatori paralleli, incluso il primo al mondo a utilizzare filtri digitali.
- anni 1980 – il primo al mondo tra gli strumenti per la misurazione di intensità del suono; analizzatori FFT.
- anni 1990 – strumenti multicanale, includendo olografia acustica.
- anni 1990 – microfoni di superficie e moduli LAN-XI. TEDS, Dyn-X, REq-X.

## Mercati

### Aerospazio

#### Cellule
Aiuto all'analisi modale per la progettazione delle cellule di velivoli, Brüel & Kjær's structural dynamics testing comprende analisi modale e modelli virtuali per la validazione e analisi elementi finiti.

#### Motori

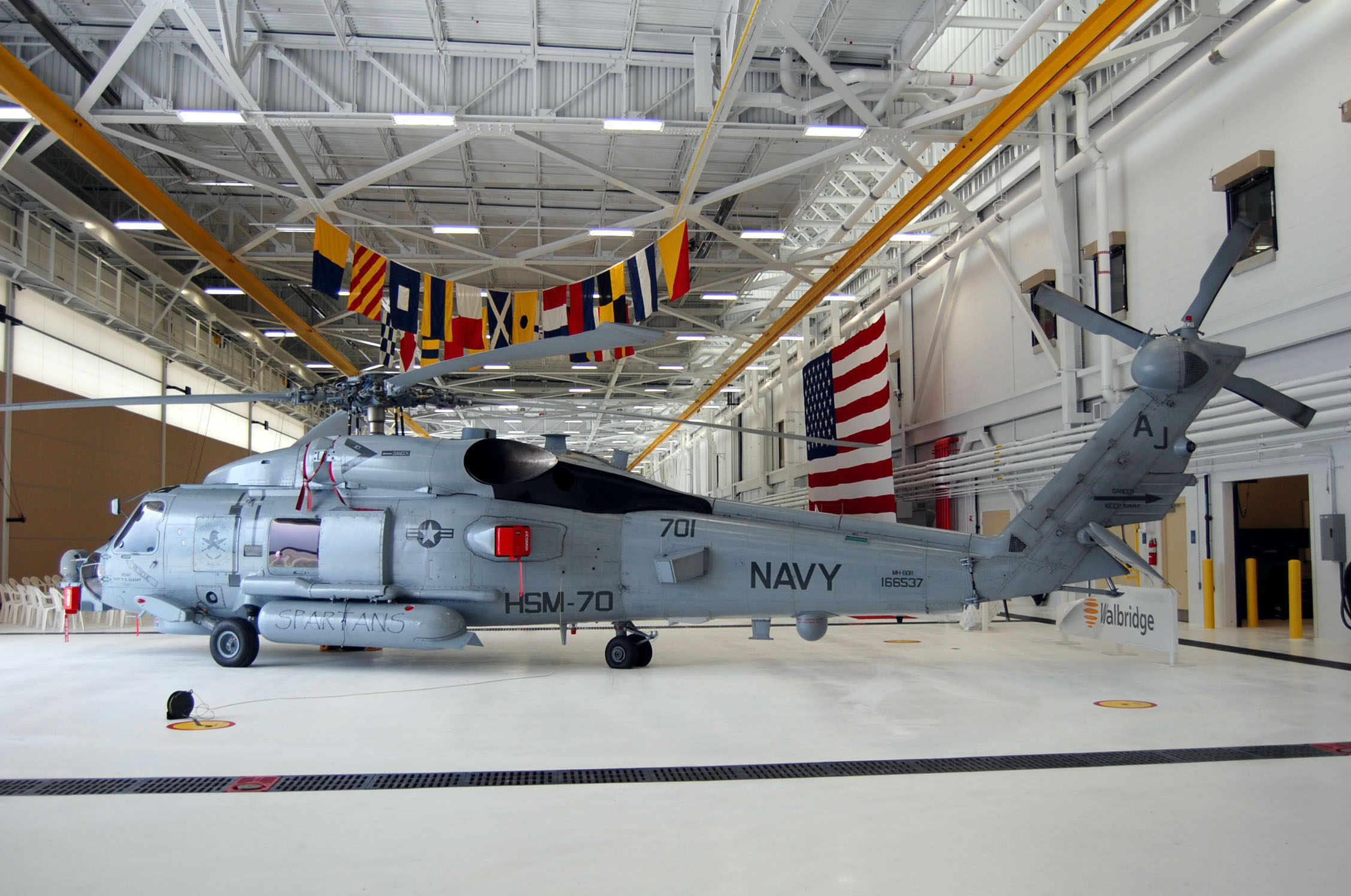
Brüel & Kjaer per il Sikorsky MH-60R scelto dalla RDAF come sostituto Westland Lynx nel 2012

Brüel & Kjær fornisce strumenti per l'analisi del rumore e delle vibrazioni, nella fase di progettazione e in volo con accelerometri certificati.

#### Rumore negli aeroporti
Brüel & Kjær fornisce soluzioni per il monitoraggio del rumore dei velivoli in avvicinamento, seguendo gli stessi mediante radar.

#### Spazio

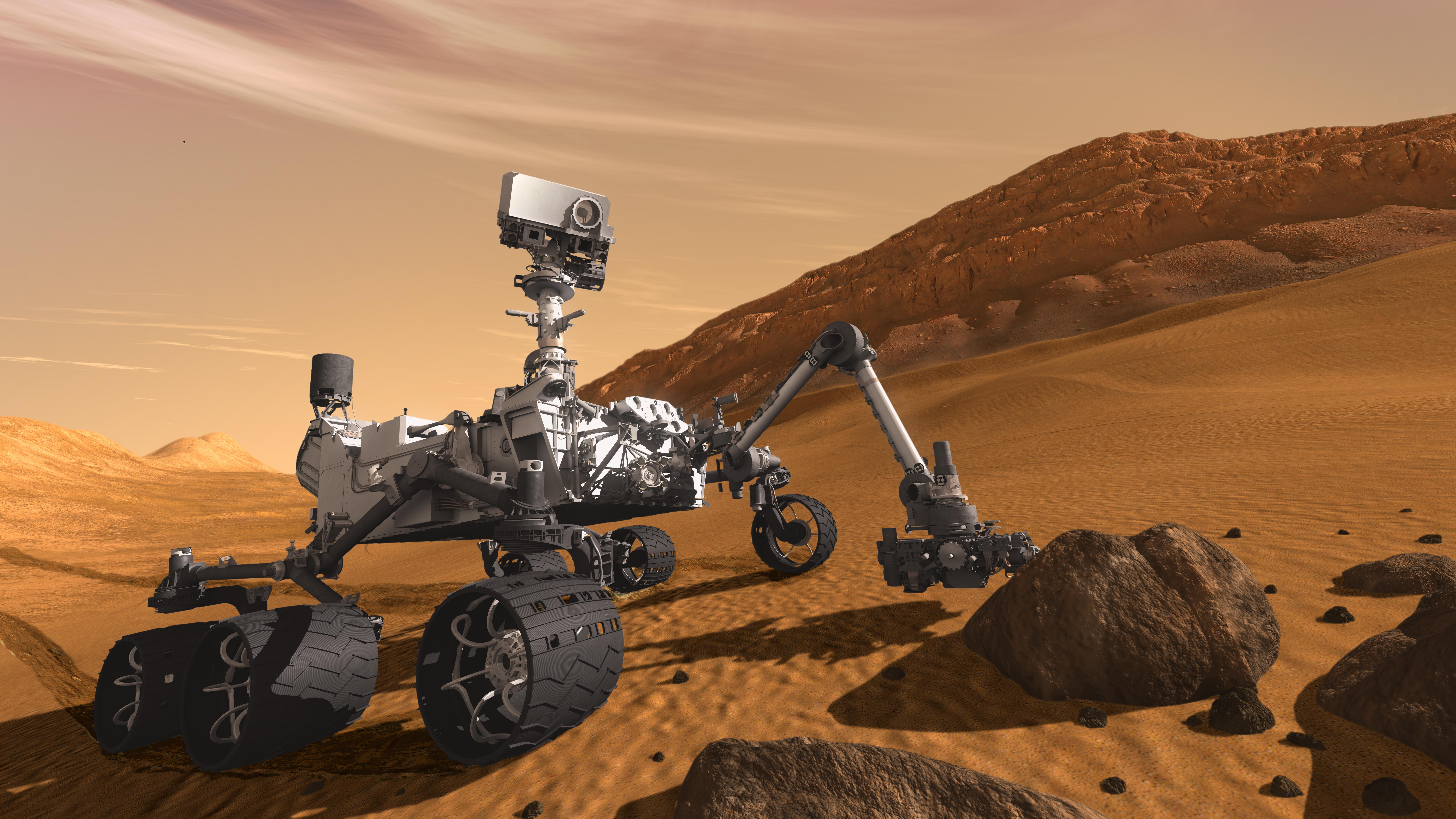
NASA Mars rover "Curiosity" venne testato con Brüel & Kjær LDS per le vibrazioni

Brüel & Kjær fornisce test per le vibrazioni a diversi costruttori come il suo LDS V994, usato dalla NASA per il Curiosity rover. Anche Astrium ha beneficiato di tali dispositivi per i test pre-volo, all'Istituto nazionale di ricerche spaziali del Brasile.

### Difesa

#### Acoustic stealth discretion
Acoustic stealth e discriminazione navale di superficie e sottomarina.

#### Identificazione di fonti di rumore
Brüel & Kjær offre prodotti che coprono una vasta gamma di problematiche acustiche.

#### Manutenzione ordinaria
Strumenti per la manutenzione ordinaria dei motori aeronautici.

#### Rumore ambientale
Brüel & Kjær per la salute dei passeggeri e dei piloti, con analisi delle vibrazioni e dei rumori.

### Automotive

#### Rumore interno abitacolo
Brüel & Kjær ha crerato Noise Source Identification (NSI) per la mappatura acustica.

#### Galleria del vento
Per la misurazione di rumore e vibrazioni durante i test in galleria del vento.

#### Setting targets

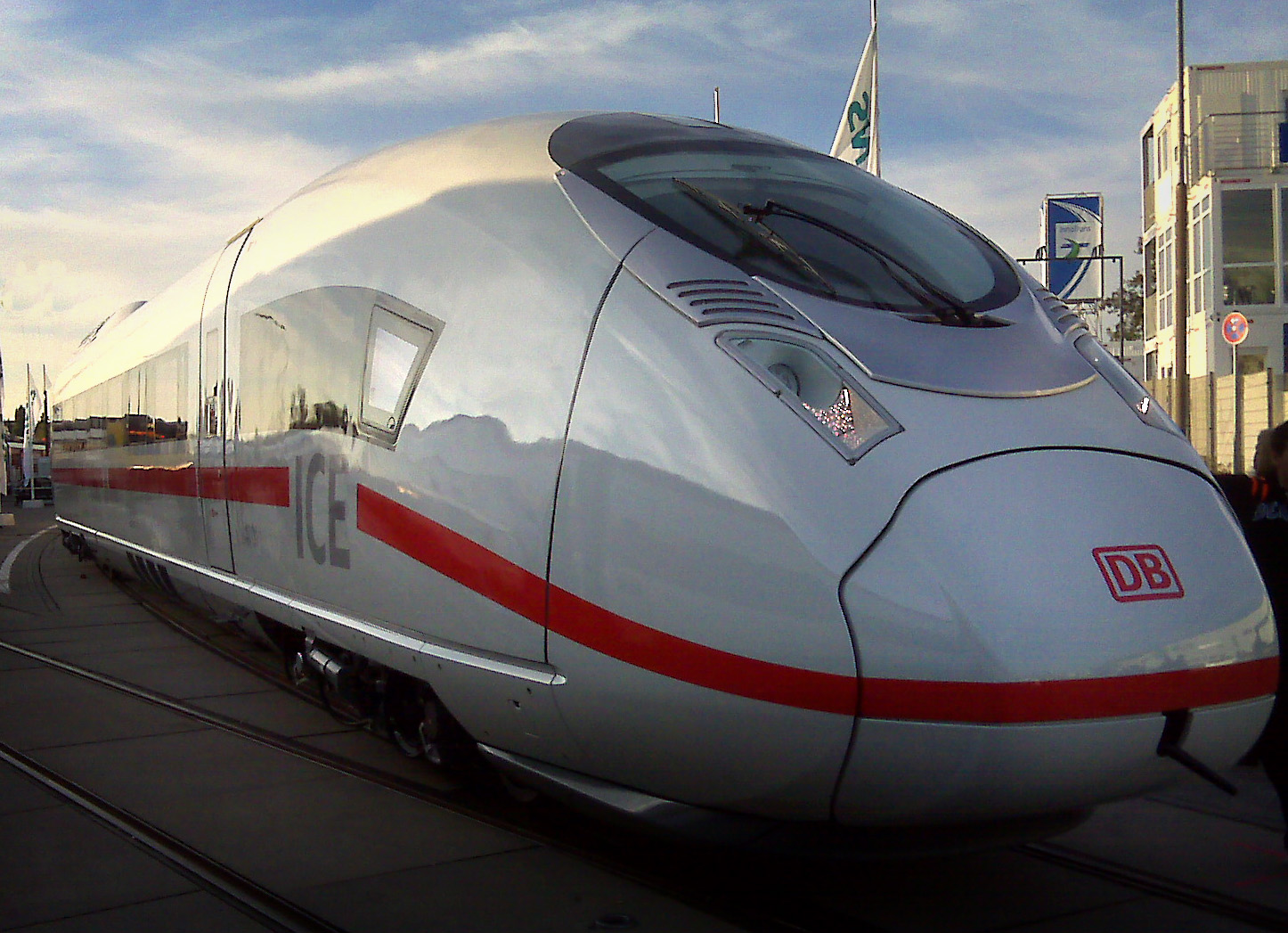
Treni e veicoli sono "clienti" Brüel & Kjær

Brüel & Kjær per le analisi in ambito automotive.

#### Benchmarking
Brüel & Kjær ha sviluppato NVH e SoNoScout per la registrazione portatile di un profilo RPM.

#### Test materiali
Brüel & Kjær PULSE Acoustic Material Testing per l'analisi dei materiali.

### Telecom e audio
Brüel & Kjær fornisce strumenti per la validazione elettroacustica:

#### Sistemi d'intrattenimento
Brüel & Kjær produce test per altoparlanti.

#### Telefonia
Brüel & Kjær per l'industria delle telecomunicazioni, telefonia mobile e fissa.

## Struttura precedente
Nel 1992 Brüel & Kjær fu venduta a AGIV (holding tedesca), e suddivisa in diverse aziende:
- Brüel & Kjær Sound and Vibration Measurement A/S
- Brüel & Kjær Vibro
- B-K Medical
- Innova Air Tech Instruments A/S
- Danish Pro Audio

Alcuni lasciarono l'azienda per la G.R.A.S. Sound and Vibration.
AGIV includeva la Brüel & Kjær Spectris Division, che comprendeva Brüel & Kjær, Hottinger Baldwin Messtechnik GmbH (HBM), e BTG Instruments GmbH. Nel luglio 2000, la Spectris Division fu venduta a Fairey Group Ltd. (britannica), e nel maggio 2001, Fairey Group cambia nome in Spectris Plc.
Brüel & Kjær acquisì LDS Test & Measurement nel gennaio 2009, e nel febbraio 2009, la Lochard Ltd.